# Коровякова
Коровякова — деревня в Камышловском районе Свердловской области России, входит в состав «Зареченского сельского поселения». В окрестностях деревни на берегу реки Пышма находится древнее городище.

## Географическое положение
Деревня Коровякова муниципального образования «Камышловский муниципальный район» расположена в 9 километрах (по автотрассе в 13 километрах) к востоку-юго-востоку от города Камышлов, на правом берегу реки Пышма. В окрестностях деревни расположен древнее городище.

## История деревни
В окрестностях деревни на берегу реки Пышма находится древнее городище, обнаруженное в конце XIX века и исследованное А.А. Наумовым.
В настоящий момент деревня входит в состав муниципального образования «Зареченское сельское поселение».

## Население
| 2002 | 2010 | 2021 |
| ---- | ---- | ---- |
| 95   | ↗114 | ↘97  |